# Cilo (Fahrradhersteller)

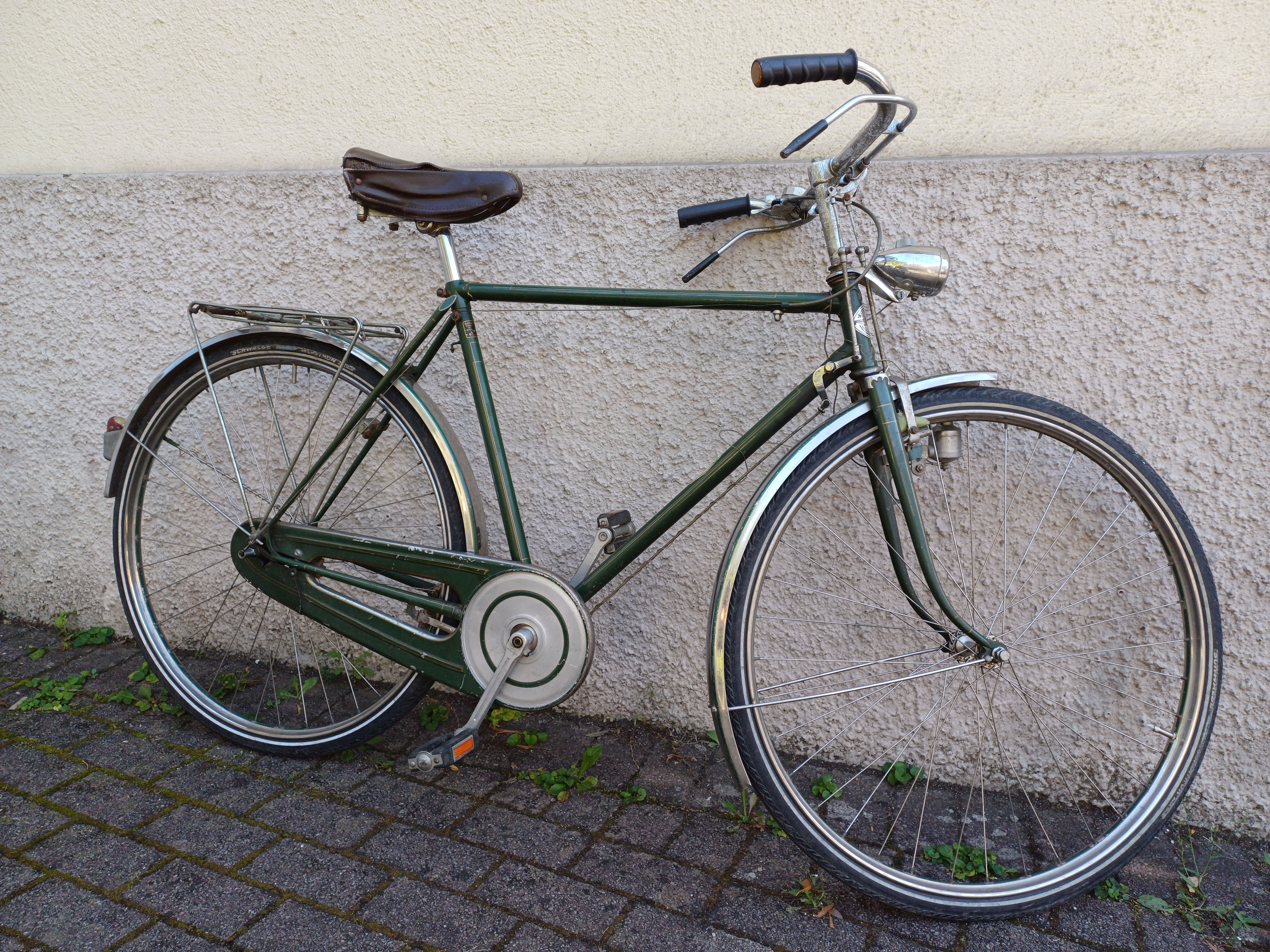
„Cilo Luxe“-Herrenrad mit Reynolds-Stahlrahmen, 4-Gang-Nabe von Sturmey-Archer und Zugstangenbremsen, Baujahr 1951

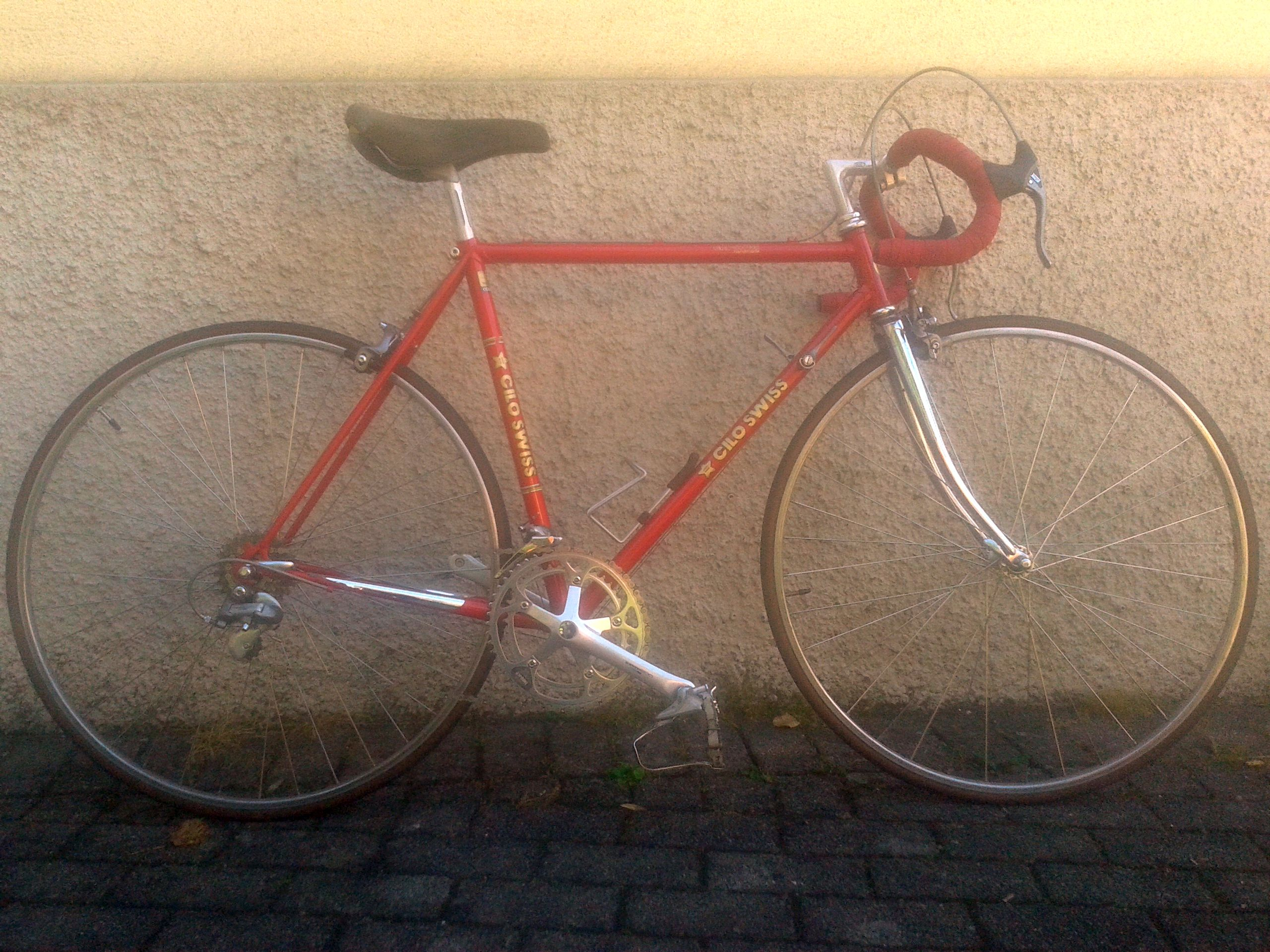
„Cilo Swiss“-Rennrad mit Columbus „Aelle“-Stahlrahmen und Shimano 600-Gruppe, Baujahr 1989

Cilo (Cilo SA) (franz. [ˈsilo], in der Deutschschweiz oft ['tʃilo]), war ein traditionsreicher Schweizer Fahrradhersteller, der 1914 von Charles Jan in Romanel-sur-Lausanne im Kanton Waadt gegründet wurde. Zunächst als Veloladen eröffnet, erfolgte der Handelsregister-Eintrag 1927 als Firma zur Herstellung von Velos, später auch von Mofas. Das Unternehmen meldete 2002 Insolvenz an.
Das Akronym „Cilo“ steht für „Cycles Jan Lausanne-Oron“, den Namen und die Herkunft des Firmengründers Charles Jan, wobei das J aufgrund der französischen Aussprache durch ein I ersetzt wurde. „Lausanne-Oron“ bezieht sich auf eine Holding in Lausanne und steht im Zusammenhang mit der Industrialisierung der Stadt an der Wende zum 20. Jahrhundert.

Hugo Koblet auf einem Cilo-Rennrad 1957.

Beat Breu (vorne), Team Cilo-Aufina, im Duell mit Henry Rinklin bei der Züri Metzgete 1981

Die Cilo-Standardräder wie auch die Cilo-Rennräder im Radsport waren für ihre Präzision und hochwertige Verarbeitung bekannt und geschätzt. Der Schweizer Hans Knecht fuhr ein Cilo-Rennrad, als er 1946 die Strassenweltmeisterschaften gewann. Andere namhafte Schweizer Cilo-Rennrad-Fahrer waren Ferdy Kübler, der Tour-de-France-Sieger von 1951 Hugo Koblet, Josef Fuchs, Beat Breu, Daniel Gisiger und Tony Rominger. Cilo war in den 1940er und 1950er Jahren Sponsor eines gleichnamigen schweizerischen Radsportteams und von 1978 bis 1986 Hauptsponsor des Teams Cilo-Aufina, für das der Hersteller seit 1980 die Rennräder fertigte.
Mit steigenden Verkaufszahlen von Cilo-Velos auch ausserhalb der Schweiz wurde in den 1980er Jahren für die Exporträder Cilo Swiss als Markenname eingeführt. Noch Mitte der 1990er Jahre zählten Cilo-Velos zu den meistverkauften Fahrrädern in der Schweiz. Unter dem zunehmenden Druck der ausländischen Konkurrenz musste der Hersteller unter Claude Jan, dem Enkel des Firmengründers, im Jahr 2002 schliesslich Insolvenz anmelden.
2015 wurde die Marke Cilo vom Grosshandelsunternehmen Colag AG aufgekauft.
2018 ist die Colag AG mit dem Markenrecht von „Cilo“ von der Swiss E-Mobility Group übernommen worden.
Seit 2020 werden unter der Marke Cilo wieder Zweiräder vertrieben. Dabei handelt es sich nun um so genannte E-Bikes.